# جون ويلوش إريشسن
جون ويلوش إريشسن (بالنرويجية البوكمول: Johan Willoch Erichsen)‏ هو قسيس نرويجي، ولد في 15 فبراير 1842 في كريستيانساند في النرويج، وتوفي في 22 أغسطس 1916 في قول في النرويج.